# Mimachlamys scabricostata
Mimachlamys scabricostata is een tweekleppigensoort uit de familie van de Pectinidae. De wetenschappelijke naam van de soort is voor het eerst geldig gepubliceerd in 1915 door Sowerby III.